# Sagowiec podwinięty
Sagowiec podwinięty (Cycas circinalis L.) – gatunek sagowca spotykany w Indiach, na Sri Lance, Malezji i w Indonezji. Spożywanie potraw sporządzanych z nasion tego sagowca wiązane jest z zachorowaniami na neurodegeneracyjną chorobę na wyspie Guam, określaną w języku czamorro lytico albo bodig, ponieważ zawiera on β-metylamino-L-alaninę.